# سایلنت هیل: ریشه‌ها
سایلنت هیل: ریشه‌ها (به انگلیسی: Silent Hill: Origins)، شناخته شده در ژاپن تحت عنوان سایلنت هیل صفر (به انگلیسی: Silent Hill Zero)، یک بازی ویدئویی به سبک ترس و بقا است که توسط کلایمکس استودیوز توسعه یافته و به‌وسیلهٔ کونامی در نوامبر سال ۲۰۰۷ برای کنسول بازی دستی پلی‌استیشن همراه منتشر شده‌است. این پنجمین قسمت از مجموعه بازی‌های ترسناک سایلنت هیل به‌شمار می‌رود که پیش‌درآمدی بر اولین نسخه بازی محسوب می‌شود. یک نسخه سازگار شده از این بازی نیز در مارس ۲۰۰۸ برای کنسول پلی‌استیشن ۲ عرضه شد. داستان این بازی قبل از همه بازی‌های این سری اتفاق می‌افتد و هدف آن روشن کردن برخی زوایای بازی اول است.

## بازتاب‌ها
| گردآورنده  | امتیاز                    |
| ---------- | ------------------------- |
| گیم‌رنکینگز | ۷۸٫۹٪ (PSP) ۷۲٫۵٪ (PS2)   |
| متاکریتیک  | ۷۸/۱۰۰ (PSP) ۷۰/۱۰۰ (PS2) |

| ناشر     | امتیاز |
| -------- | ------ |
| گیم‌پرو   | ۴٫۵/۵  |
| گیم‌اسپات | ۶٫۵/۱۰ |
| گیم‌اسپای | ۴/۵    |
| آی‌جی‌ان   | ۸/۱۰   |
| پلی      | ۸۷/۱۰۰ |